# Corydoras haraldschultzi
Corydoras haraldschultzi is een straalvinnige vissensoort uit de familie van de pantsermeervallen (Callichthyidae). De wetenschappelijke naam van de soort is voor het eerst geldig gepubliceerd in 1962 door Knaack.